# Philoscia jacobsoni
Philoscia jacobsoni är en kräftdjursart som beskrevs av Searle 1922. Philoscia jacobsoni ingår i släktet Philoscia och familjen Philosciidae. Inga underarter finns listade i Catalogue of Life.